# Trittschall
Trittschall ist eine besondere Form von Körperschall, der durch die Bewegung von Menschen und Tieren auf einem Fußboden entsteht.
Auch Schall, der durch die Einwirkung von haushaltsüblichen Gegenständen auf den Fußboden entsteht, wird als Trittschall behandelt, da sich Schallübertragungsweg und Auswirkungen entsprechen. Relevant sind hier vor allem Wasch- und Spülmaschinen, auf dem Boden stehende Lüftungsgeräte, Nachtspeicherheizungen mit eingebauten Lüftern, Sanitärgegenstände und vibrierende Smartphones sowie das manuelle Bewegen von schweren Gegenständen wie Möbeln über den Boden.
Als Gehschall wird der an den Raum abgestrahlte Anteil der bei den beschriebenen Vorgängen entstehenden Geräuschen  bezeichnet. Gehschall ist also Luftschall und kein Körperschall. Trittschall wird in der Regel auch als Luftschall wahrgenommen, da er nach der Übertragung als Körperschall durch Wände und Decken als Luftschall abgestrahlt wird.
Zur Trittschalldämmung wird meist ein Fußbodenaufbau mit Estrich gewählt, ergänzt durch dämpfende Faserplatten, Schaumstoffe oder Vliese. Wo dies nicht möglich ist, wird versucht, den Weg des Schalls durch andere Arten von Masse (beispielsweise Gehwegplatten) zu stoppen und die verschiedenen Schichten im Fußboden zu entkoppeln.

## Verringerung von Trittschall

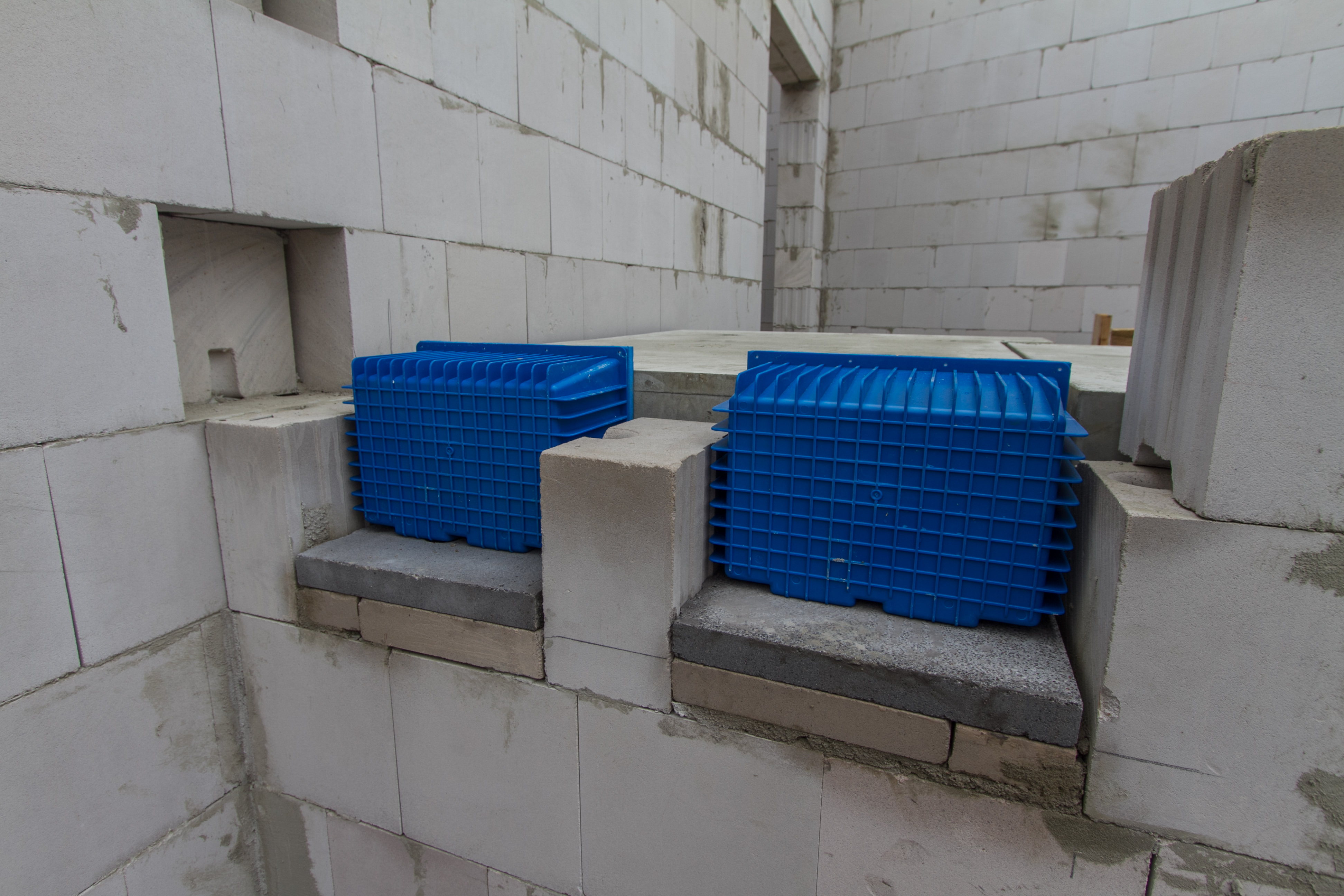
Trittschallentkopplung einer Fertigteiltreppe von den Treppenhauswänden. Die blauen Kästen bestehen aus einem druckfesten Elastomer. Das dahinterliegende Podest (kaum sichtbar) der Beton-Fertigteiltreppe besitzt kleine, seitlich hervorkragende Stummelfortsätze, über welche das Elastomer gestülpt wurde, bevor die Treppe mit dem Kran im Rohbau positioniert wurde. In jeder Etage ruht das gesamte Gewicht der Treppe auf vier Elastomer-Kappen, die in der Treppenhauswand eingemauert bzw. vergossen werden und somit den auf der Treppe auftretenden Trittschall komplett vom Gebäudekörper entkoppeln.

Neben Wärmeschutz und Winddichtheit ist ein guter Schallschutz heute maßgebliches Kriterium für hochwertige Bauten. Lärmbelästigung, die in Form von weitergeleitetem Trittschall auftritt, kann sich negativ auf die Gesundheit auswirken. Bauherren bzw. Bewohner besitzen einen grundsätzlichen, zivilrechtlich begründeten Anspruch auf einen angemessenen Schallschutz, der durch Baugesetze und festgelegte Normen gewährleistet werden soll.
Je besser einzelne Bauteile voneinander entkoppelt sind, umso besser lässt sich der Trittschall eindämmen. Zweischalige Wände mit dazwischen liegender Isolierung, sowie Fußböden mit wärme- und schalldämmendem Estrich werden dem heute geforderten Schutz vor Trittschall gerecht.
Auch im Treppenbau wurde in den vergangenen Jahrzehnten zunehmend Wert auf einen angemessenen Schallschutz gelegt: Hier setzt man zur Verringerung des Trittschalls auf weich federnde Stufenbeläge sowie eine Entkopplung der Auflagerpunkte der Treppe von den angrenzenden Wänden und Decken. So genannte Flüstertreppen bezeichnen Treppen, die eine besonders gute Trittschalldämmung aufweisen.

## Zusammenfassung
Trittschall entsteht als Körperschall und breitet sich teilweise als Luftschall aus.